# Tapenáda

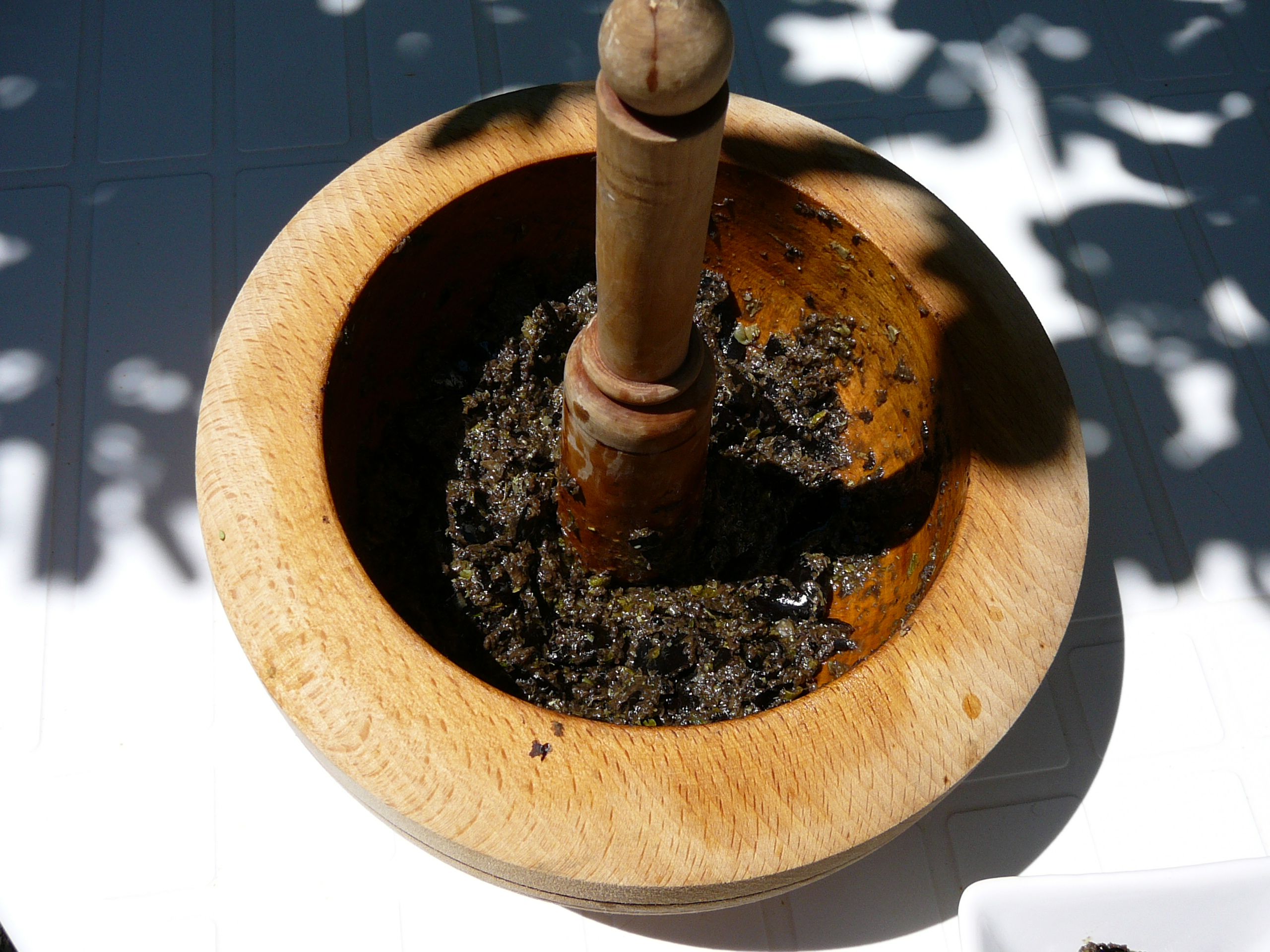
Tapenáda v hmoždíři

Tapenáda (francouzsky tapenade) je pokrm francouzské kuchyně, populární zejména v jižní části země. Název pochází z provensálského výrazu pro kapary – tapenas. 
Tapenáda má podobu pasty z rozmělněných vypeckovaných oliv, kapar, ančoviček a olivového oleje, může se přidat také česnek, citronová šťáva, piniové oříšky, provensálské koření, černý pepř nebo chilli paprička. Existují dva základní druhy: černá tapenáda (tapenade noire) z černých oliv a zelená tapenáda (tapenade verte) ze zelených oliv. Připravuje se také tapenáda ze sušených rajčat. Tapenáda se podává vychlazená, bývá předkrmem jako pomazánka na pečivo nebo dip k vejci natvrdo, sýru nebo nakrájené zelenině, také se používá v teplé kuchyni jako součást nádivky do ryb nebo drůbeže. Zapíjí se vínem, nejčastěji růžovým.
Jako předchůdce tapenády je zmiňován recept Olivarium conditurae, kaše z oliv, celerové nati a routy vonné, o které se zmiňuje již Columella v prvním století našeho letopočtu. Šéfkuchař a spisovatel Jean-Baptiste Reboul uvádí, že první moderní tapenáda byla připravena okolo roku 1880 v restauraci La Maison Dorée v Marseille.